# 図書館令
図書館令（としょかんれい、昭和8年7月1日勅令175号）は、日本で最初の図書館に関する単独法令である。当初は1899年（明治32年）11月11日に明治32年11月11日勅令第429号として公布された。1933年（昭和8年）7月1日に全部改正（同年8月1日施行）され、同改正以後の図書館令は「改正図書館令（昭和8年勅令第175号）」と呼ばれることも多い。
図書館法（昭和25年4月30日法律第118号）の施行に伴い、1950年（昭和25年）7月30日をもって公立図書館職員令（昭和8年勅令第176号）および公立図書館司書検定試験規程（昭和11年文部省令第18号）とともに廃止された。

## 前史
図書館が法律に登場するのは、1879年（明治12年）の教育令が最初であるが、当時は書籍館（しょじゃくかん）と呼ばれていた。その後、1886年（明治19年）の諸学校通則及び1890年（明治23年）の小学校令などによって書籍館あるいは図書館に関する規定が定められたが、その後各地に図書館が設置され、1892年（明治25年）には日本文庫協会（1908年（明治41年）に日本図書館協会と改称）が発足し、1897年（明治30年）には唯一の国立図書館である帝国図書館も設置された。そうした情勢の中で、図書館に関する単独立法が必要とされたのである。

## 改正前の構成と内容
本文7条及び附則にあたる第8条から構成され、次の規定などが置かれた。
- 道府県及び市町村は図書を蒐集し、公衆の閲覧に供するために図書館を設置することを認め、私人や公私立学校にも同様に設置を認めた。
- 行政及び公立学校による公立図書館設置・廃止には文部大臣の認可が必要とされ、私人及び私立学校による私立図書館設置・廃止には文部大臣への開申（報告）が義務付けられた。
- 公立図書館の職員として館長及び書記が置かれ、いずれも判任官としての待遇を受け、館長は中学校教諭、書記は中学校書記の待遇が準用された。
- 公立図書館においては、図書閲覧料を徴収することを許した。

## 全部改正
1933年の全面改正までに3度の改正が行われ、1906年（明治39年）には公立図書館館長の下に司書が設置され、館長・司書は奏任官待遇に引き上げられた。1910年（明治43年）には道府県図書館以外の図書館の認可・開申権限が地方長官（知事）に委譲され、1921年（大正10年）には公立図書館職員令の制定によって公立図書館職員の規定が削除された。こうした一連の改正を経ながら、日本の図書館は徐々にその数を増加させていくことになる。文部省の統計によれば、1899年（明治32年）における公私立図書館は全国で32しかなかったが、1912年（大正元年）に541、1921年（大正10年）に1,640、1936年（昭和11年）に4,609と急激な増加を見せている。
だが、市町村は勿論のこと、道府県の中にも自己の図書館を持たない自治体が多く、また持っているところも内容の充実には程遠いものであった。
その一方で、欧米の公共図書館では既に確立されていた無料公開の原則すら成立しておらず、公立図書館における図書閲覧料を徴収を許した第7条の規定が問題点として公布以来度々議論の対象となった。当時、欧米においては、公共図書館思想の高まりによって図書館の無料公開の原則の確立されつつあった風潮に逆行するものであり、日本図書館協会はたびたびこの規定の廃止を求めた。一方、政府・文部省では、社会教育の推進のために図書館の充実を進めるべきであるとする乗杉嘉壽らの主張もあり、図書館を国民教化の施設と位置づけて1910年（明治43年）に「図書館設立ニ関スル訓令」を公布、国民に「健全有益の図書」を与えて天皇中心の国家観を涵養・浸透させることを掲げた。にもかかわらず、大正デモクラシーの高まりに支えられる形で公共図書館確立の動きは強まり、図書館側は政府に対して全ての自治体への図書館設置や資金・人材面での支援強化を求めるようになる。更に文部省内部でも社会教育施設としての図書館に対する期待が高まるようになってきた。こうした状況に配慮して1926年に文部省が全国図書館長会議を招集して図書館の普及発達の方策について意見を聴取し、1929年から図書館令の全面的改正に向けた準備が行われた。
だが、この頃より社会主義者に対する弾圧が強化されると、次第に図書館令改正の目的も公共図書館思想に対する否定と思想統制と国民教化のための社会教育（これは本来の社会教育とはかけ離れた性格のものである）を推進する国策機関としての充実とそのための図書館に対する統制強化へと変質していくことになる。
昭和期に入ると、公共図書館思想によって政府にとって危険な社会主義・共産主義などの書籍を含めて自由に閲覧できるような風潮が生まれる事を危惧した政府・文部省は欧米的な公共図書館思想・図書館学を排除して、代わりに日本独自の国民教化・思想善導機関として新しい図書館像を打ち立てる路線を目指すようになる。
また、公共図書館思想に批判的なドイツ系教育学者出身の帝国図書館長松本喜一を支援することで、日本図書館協会の公共図書館論を抑圧して図書館の国策機関化推進に努めた。松本らの政治工作もあり、当初は文部省の改正路線に不満を抱いていた日本図書館協会なども全国的な図書館網の整備と人員・施設の充実を条件として最終的には賛成に転じることとなった。
1933年（昭和8年）に全面改正された改正図書館令は、図書館の充実を掲げる一方で統制を通じた図書館の良化を目指すものであった。

## 改正図書館令の構成と内容
改正図書館令は全14条から構成され、
- 図書館の設置目的を「図書記録の類を蒐集保存して公衆の閲覧に供し、其の教養及び学術研究に資する」事に加えて「社会教育に関し附帯施設」を設置することで社会教育に関する附帯事業が図書館に課せられることになった。
- 図書館の設置主体の拡大と図書館事業及び社会教育を支援するための奨励金交付制度の設置。
- 地方長官（知事）は管内における図書館（市町村及び私立図書館、学校図書館）の指導連絡のために文部大臣の認可を受けて各道府県の公共図書館のうち1ヶ所を中央図書館に指定する（同法には直接規定されていないが、これに先立って1931年には文部省の後押しで帝国図書館長の松本を長とする「中央図書館館長協会」が組織されており、中央図書館は事実上帝国図書館の監督下に置かれていた）。
- 私立図書館を地方長官の開申（報告）制から認可制とする。
- 公共図書館における閲覧料及び附帯施設使用料の徴収を認める。

また、施行直前の7月26日には10条からなる「図書館令施行規則」（昭和8年文部省令第14号）が施行され、中央図書館の設置基準や職員配置・養成に関する規定などを設けた。

## 改正図書館令の影響
改正図書館令によって、全国の図書館が帝国図書館－中央図書館－市町村及び私立図書館、学校図書館という構造が完成することとなり、更に同時に行われた公立図書館職員令改正によって奏任官・判任官の経験者あるいは帝国大学卒業者あるいは学士であれば、図書館学の知識を有しなくても図書館長・司書就任できることとされたために、図書館長は国策に忠実な官吏に対する一種の「天下り」先となっていった。更に帝国図書館長の松本は決して国家主義一本槍の人物ではなかったものの、日本図書館協会の有力者などとの対立から次第に文部省の支援に依存するところが大きくなり、結果的に図書館の文部省及び政府の国策への従属度を深める結果となった。
更に文部省からは国策に適った「優良図書」の奨励を、内務省（地方長官及び警察）及び軍部からは国策に不都合な社会主義や自由主義の資料の利用制限や禁止、没収、更には図書館利用者に対する公然たる調査までが行われるようになっていった。こうした空気の中で図書館員達の姿勢も国策に従って図書館の良化に努めるものへと変わっていくこととなる。1937年に日本図書館協会が出した「図書館社会教育調査報告」において、図書館員を「教育者」、大衆を自己教育の方法を知らない「被教育者」と捉えて、図書館員は大衆に対して図書館における読書活動を通じて思想善導を行う責務を有することを前面に掲げるに至ったのである。
その一方で、松本や日本図書館協会が期待した図書館網の構築と人員・設備の充実、特に改正図書館令の中核とも言える中央図書館制度の進展は大きく遅れることになる。当時、道府県立の図書館を持っていない地方においては、道府県立図書館の新設が望まれていたが、満州事変以後の戦時体制の強化と財政難によって、道府県内の有力な図書館を暫定的に中央図書館に充てる県も少なくは無かった。1939年の段階において東京府を含めた1府12県が正式な中央図書館を有していなかった。
また、日本図書館協会などが長年主張してきた使用料の徴収禁止（無料公開）は今回も行われず、第13条において（図書館）閲覧料及び附帯施設使用料として残った（もっとも、貧困層が社会主義に接近することを阻害するために使用料を廃止する意図が政府・文部省側には無かったとする見方もある）。更に社会教育のための附帯施設に対する解釈を巡って石川県立図書館長中田邦造と文部省成人教育課長松尾友雄との間に図書館附帯施設論争が勃発した。これは図書館は社会教育に関する全ての事業に参加して将来は図書館は社会教育館として発展的解消されるべきであるとする松尾の構想に対して、社会教育畑から図書館長になった中田が図書館本来の役割を逸脱した社会教育まで負う必要性はないと反論したものであった。松尾の主張は「私見」と断りつつも、実際には社会教育事業の統制と諸機関の統合によって、既存の図書館を否定して代わりに国策に基づいて国民を教化する施設である社会教育館を確立することで、欧米の公共図書館に替わる新たな施設を日本において創造しようとする文部省の思惑が垣間見えるものであった。
だが、このような国家の厳しい統制下にあっても図書館が開ける状態にある場合には、実際にはまだ良い方であった。1940年代に入ると、戦時体制の強化につれて図書館は「不要不急」の施設として接収されて軍事施設や軍需工場などに転用される例や空襲によって蔵書ごと焼かれる例などが相次いだ。そのため、太平洋戦争が終わった頃には全国のほとんどの図書館が壊滅的な打撃を受けることとなった。更に、戦後も食糧確保や戦災復興が優先されて図書館は「不要不急」として再建が後回しにされた。日本図書館協会の運動やGHQの働きかけにもかかわらず図書館令に替わる図書館法の制定が日本国憲法の公布よりも更に3年も遅れた背景には、経済社会の実情に加えて、文部省のもとで国民教化機関として活動せざるを得なかった図書館に対する社会の批判が背景にあった。そして、新しい図書館法は改正図書館令に対する反省の上で成立することになったのである。